# Bulak Pelem
Bulak Pelem is een bestuurslaag in het regentschap Pekalongan van de provincie Midden-Java, Indonesië. Bulak Pelem telt 4613 inwoners (volkstelling 2010).